# تفلق ملك
مرعة جميلة (الاسم العلمي: Rallus elegans) (بالإنجليزية: King Rail)‏ هي نوع من الطيور تتبع جنس المرعة من فصيلة المرعات.